# Chalciope hoplitis
Chalciope hoplitis là một loài bướm đêm trong họ Noctuidae.